# Eva Cassirer
Eva Cassirer (* 28. Januar 1920 in Berlin; † 19. September 2009 in Calvià, Mallorca) war eine deutsche Philosophin, Astronomin und Kunstsammlerin aus der Familie Cassirer. Sie war Honorarprofessorin an der Technischen Universität Berlin. 2011 erhielt sie posthum den Ehrentitel Gerechte unter den Völkern.

Eva Cassirer auf Mallorca

## Leben

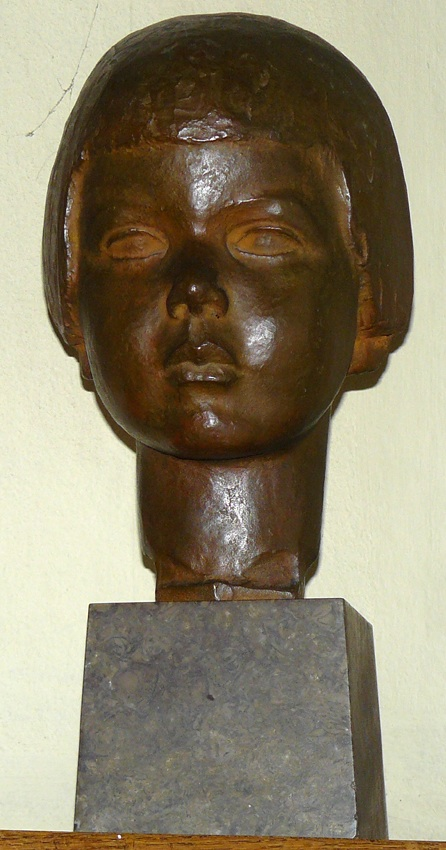
Georg Kolbe, Eva’s Kopf, Bronze, 1922/23.

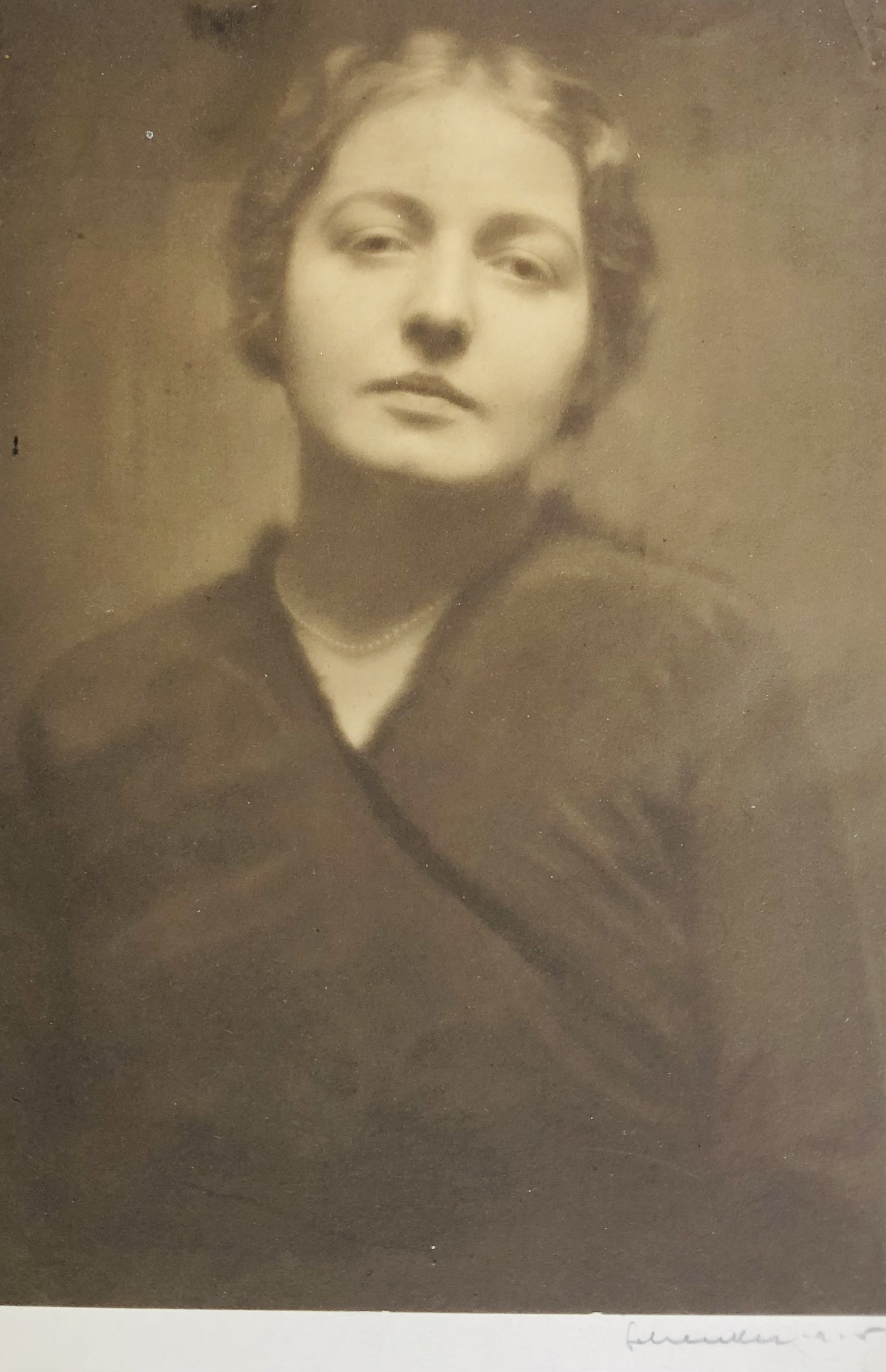
Hannah Cassirer geb. Sotschek,1915. Foto von Karl Schenker

Eva Cassirer war die Tochter des  Industriellen Alfred Cassirer und dessen Frau Hannah, geborene Sotschek (1887–1974), zudem war sie die Nichte von Ernst Cassirer und Tilla Durieux. Die Eltern ließen sich einige Jahre nach Evas Geburt scheiden und die Mutter nahm in ihrer 1924 geschlossenen zweiten Ehe mit Leo Blumenreich dessen Familiennamen an. Eva, die mit ihrer Mutter und ihrem Stiefvater Leo Blumenreich im gemeinsamen Haushalt in einer Villa in Grunewald Wildpfad 28, aufwuchs, behielt ihren Geburtsnamen. Bereits 1922/23 schuf der Bildhauer Georg Kolbe im Auftrag ihres Vaters ein Bronzeköpfchen von Eva Cassirer. Ihr leiblicher Vater starb 1932 und hinterließ unter anderem eine Kunstsammlung mit orientalischem Kunstgewerbe und islamischen Teppichen, die er dem Museum für Islamische Kunst in Berlin als Leihgabe überlassen hatte; diese Leihgabe wurde von Eva Cassirer später in eine Schenkung umgewandelt.
Eva wurde von ihrer Mutter christlich erzogen. Trotz ihres jüdischen Vaters war sie zur Zeit des Nationalsozialismus nicht als Jüdin zwangsgekennzeichnet. Eva und ihre Mutter versteckten im Keller ihrer Villa mehrere „illegale“ Personen, die sich der Registrierung durch die Polizeibehörden entzogen. Zudem wurde Evas ehemalige Mitschülerin Elisabeth „Lilo“ Jacoby im Haushalt aufgenommen, nachdem Eva sie auf der Straße fand. Elisabeths Eltern, der Journalist des Berliner Tageblatts Bruno Jacoby (* 1879) und dessen Frau Ella Jacoby geborene Davidsohn (1889–1942), waren am 5. September 1942 nach Riga deportiert worden. Elisabeth Jacoby und ihr Bruder Hans wurden als Zwangsarbeiter der Berliner Siemens & Halske-Fabrik nicht zusammen mit den Eltern verschleppt. Nachdem sich jedoch auch das Geschwisterpaar im Januar 1943 in der Großen Hamburger Straße, der Hauptstraße des jüdischen Viertels, zur Deportation melden sollte, versteckten sie sich zunächst bei ihrem ehemaligen Kindermädchen. Nach der Zerstörung des Gebäudes durch eine Bombe lebten sie auf der Straße und versteckten sich in Ruinen. In dieser Zeit verlor Elisabeth ihren Bruder irgendwann aus den Augen. Im Haus Blumenreich wurde Elisabeth Jacoby gegenüber Gästen als Dienstmädchen ausgegeben. Falsche Identitätspapiere, die auf den Namen „Liselotte Lehmann“ lauteten, hatte ihr Eva Cassirer besorgt. Ein Teil der Villa war an Friedrich Christian zu Schaumburg-Lippe, Mitarbeiter im Reichsministerium für Volksaufklärung und Propaganda, vermietet, der vorgab, die illegal beherbergten Personen nicht zu bemerken. Elisabeth Jacoby überlebte durch die Hilfe den Holocaust.
Eva Cassirer studierte Philosophie und Astronomie in den Vereinigten Staaten und in England und promovierte 1957 an der Universität London mit der Schrift The Concept of Time: An Investigation into the Time of Psychology with Special Reference to Memory and a Comparison with the Time of Physics. Die Philosophie der Zeit blieb auch danach ihr Schwerpunktthema.
Von 1965 bis 1975 lehrte sie als Senior Lecturer das Fach Wissenschaftstheorie an der University of St Andrews. Später war sie Honorarprofessorin für das Fach Philosophie an der Technischen Universität Berlin. Zudem war sie Fellow der Royal Astronomical Society. 1975 übersetzte sie John Langshaw Austins Buch Sense and Sensibilia aus dem Englischen. 1999 übersetzte sie George Pitchers Buch Der Hund, der aus der Wildnis kam. Das Abenteuer einer Freundschaft aus dem Amerikanischen.
Wegen ihrer Hilfe für die illegal beherbergten Personen im Dritten Reich wurden Eva Cassirer und ihre Mutter am 11. Januar 2011 von Yad Vashem posthum als Gerechte unter den Völkern anerkannt.

## Schriften
- The Concept of Time: An Investigation into the Time of Psychology with Special Reference to Memory and a Comparison with the Time of Physics. Diss. an der Universität London, 1957.
- Review zu: Elemente der physikalischen Semantik. By Hubert Schleichert. (Wien & München: R. Oldenbourg. 1966. Pp. 156 Price DM 14.50.). In: The Philosophical Quarterly, 19. Jg., Ausg. 74, Januar 1969, S. 86–88.[16]
- Review zu: Weyer E. M. and Fisher, R., Eds. (1967). Interdisciplinary perspectives of time. Ann. N.Y. Acad. Sci. 128, 367–915. In: The British Journal for the Philosophy of Science, 19. Jg. Ausg. 4, Februar 1969, S. 359–371.[17]
- On the Reality of Becoming. In: The Study of Time. Herausg. von J. T. Fraser, F. C. Haber und G. H. Müller, Springer-Verlag, Berlin Heidelberg New York 1972, S. 345–353. ISBN 978-3-642-65389-6; auch veröffentlicht in Studium Generale, 24 (1971), S. 1–9. (eingeschränkte Vorschau in der Google-Buchsuche)
- Sinn und Sinneserfahrung, deutsche Übersetzung von John Langshaw Austins Sense and Sensibilia, Reclam, Ditzingen (1975), 1984. ISBN 978-3-15-029803-9